# Sân vận động North Harbour
Sân vận động North Harbour (tiếng Anh: North Harbour Stadium), được biết đến vì lý do tài trợ là Sân vận động QBE từ tháng 1 năm 2014 đến tháng 1 năm 2019, là một sân vận động nằm ở Albany, thuộc Thành phố North Shore, New Zealand. Sân được khánh thành vào năm 1997, sau gần một thập kỷ thảo luận, lập kế hoạch và xây dựng. Các trận đấu rugby union, bóng đá, rugby league và bóng chày đều được tổ chức trên sân chính. Sân hình bầu dục lân cận là nơi tổ chức các trận đấu cricket cấp cao của khu vực và các trận bóng bầu dục AFL NZ. Sân vận động này cũng tổ chức các buổi hòa nhạc ngoài trời lớn.

## Sự kiện đáng chú ý

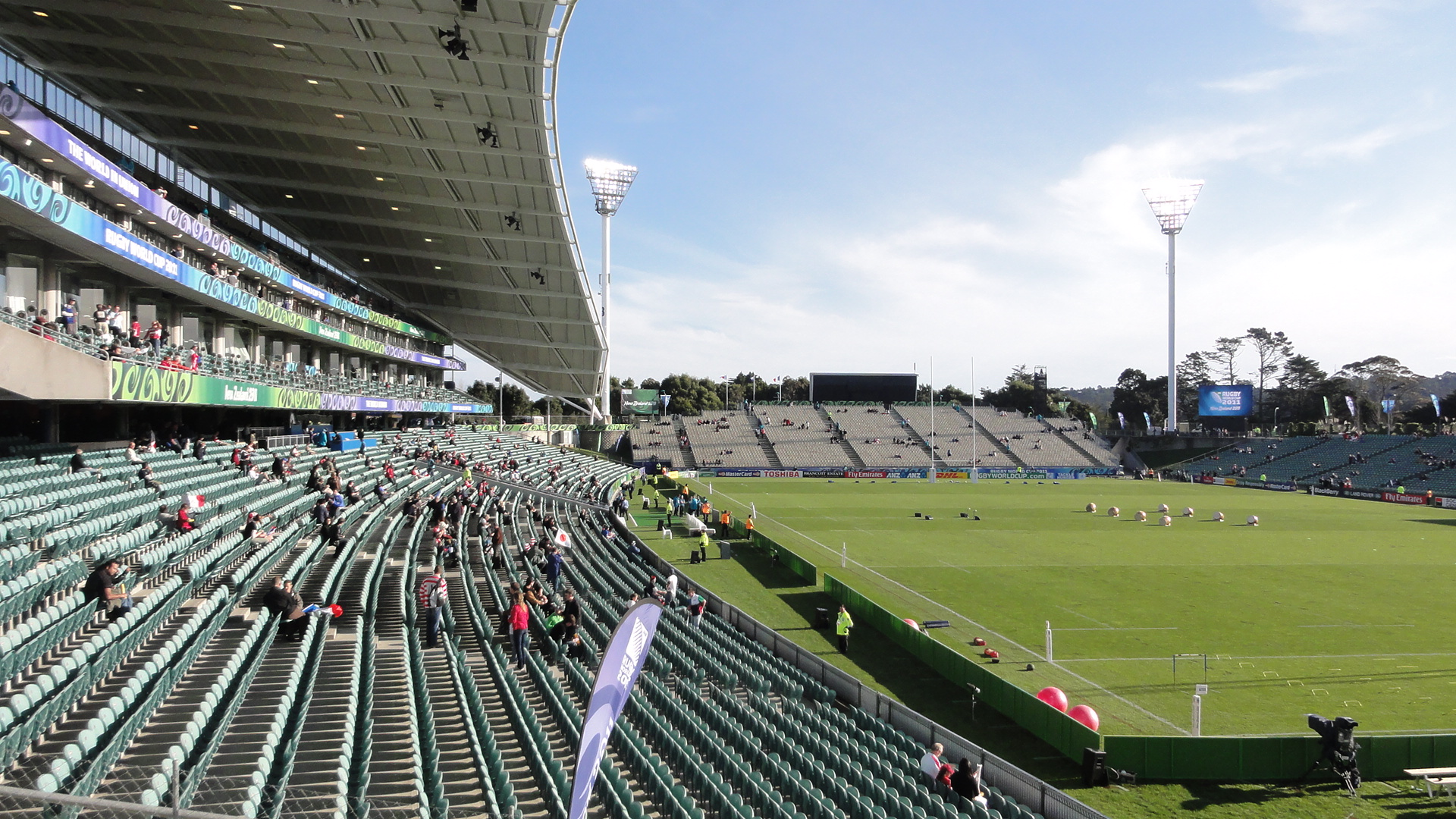
Sân vận động North Harbour

Đây là sân nhà của đội North Harbour ở Cúp Mitre 10, thay thế sân nhà trước đó của North Harbour, Onewa Domain ở Takapuna. Sân thường tổ chức một trận đấu trên sân nhà của Auckland Blues trong giải đấu Super Rugby hàng năm. Sân đã từng là chủ nhà của một số trận đấu rugby union và rugby league quốc tế. Đội NRL New Zealand Warriors thường tổ chức các trận đấu khởi động trên sân vận động này. Đây là sân nhà của New Zealand Knights, đội bóng đá duy nhất của New Zealand ở giải Hyundai A-League toàn Úc từ năm 2005 cho đến khi giải đấu này thu hồi giấy phép của đội vào cuối mùa giải 2006–2007. Sân đã từng đăng cai tổ chức Giải vô địch bóng đá nữ U-17 thế giới 2008. Radio Control Car Racing đôi khi được tổ chức ở đường đua cạnh một trong những bãi đậu xe. Vào ngày 20 tháng 6 năm 2015, sân vận động đã tổ chức trận chung kết Giải vô địch bóng đá U-20 thế giới.
Auckland Tuatara thuộc Australian Baseball League sử dụng sân vận động làm sân nhà của đội, The Residence bắt đầu vào năm 2019, sau khi được cải tạo để làm cho sân vận động có thể tổ chức các trận đấu bóng chày.

## Đặc điểm
Sân có sức chứa chính thức là 25.000 chỗ ngồi cho các sự kiện thể thao. Sân vận động có bốn khu vực chỗ ngồi - khán đài chính ở phía nam, có sức chứa 12.000 chỗ ngồi và bao gồm các cơ sở vật chất; một khán đài không có mái che đối diện với sức chứa 7.000 chỗ ngồi; và kè cỏ ở hai đầu mà mỗi kè có sức chứa 3.000 chỗ ngồi.
Một tòa tháp truyền thông được xây dựng trước Giải vô địch bóng bầu dục thế giới 2011 nhìn xuống những chiếc ghế không được che phủ và đối diện khán đài.
Sân vận động được thắp sáng bởi bốn tháp đèn cao 45 mét.

## Giải vô địch bóng bầu dục thế giới 2011
New Zealand đã giành được quyền đăng cai Giải vô địch bóng bầu dục thế giới 2011 vào năm 2005, gây ra một cuộc tranh luận vào cuối năm 2006 về việc sân vận động nào nên được sử dụng để tổ chức trận chung kết. Eden Park và Sân vận động New Zealand được coi là hai lựa chọn chính với North Harbour là sân không được chọn. Cuối cùng, chính phủ New Zealand quyết định rằng Eden Park sẽ tổ chức trận chung kết, với North Harbour là lựa chọn dự bị chính thức. Các phương tiện truyền thông của sân vận động đã được cập nhật cho các trận đấu được tổ chức tại địa điểm. Một thị trấn phát sóng lớn đã được phát triển ở phía tây của sân vận động. Nó bao gồm ba cấp độ cho các hoạt động địa điểm và phát thanh viên mặt đất ở tầng một, bình luận viên truyền hình và đài phát thanh và quan chức trận đấu truyền hình ở tầng thứ hai với một cửa sổ có thể truy xuất lại trên tầng ba cho máy ảnh.